# Wilbur Coen
Wilbur Coen (Kansas City, 23 dicembre 1911 – 5 febbraio 1988) è stato un tennista statunitense.

## Carriera
Nel 1928, all'età di 16 anni e 156 giorni, divenne il tennista più giovane a rappresentare gli Stati Uniti nella Coppa Davis e il giocatore più giovane a competere in una partita di Coppa Davis, entrambi record che detiene ancora.  Coen gareggiò anche a Wimbledon nel 1928 e nel 1929, raggiungendo due volte il terzo turno.